# Khouiker
Khouiker est un roi égyptien dont la position chronologique est très imprécise.

## Attestations
La seule attestation du roi est un linteau en pierre calcaire portant une partie de sa titulature royal, trouvé à Abydos par Flinders Petrie au début du XXe siècle, et qui se trouve aujourd'hui au Musée d'archéologie et d'anthropologie de l'université de Pennsylvanie (E 17316 A-B).

## Position chronologique
Après la découverte du linteau, Petrie a cru que le nom royal était Ouaqerrê, mais il avait des doutes sur sa datation et l'a simplement placé entre la VIIe et la XIVe dynastie. Peu après, Gaston Maspero a attribué le mystérieux roi à la Première Période intermédiaire. Max Pieper a lu plus correctement le nom Khouiker, affirmant que ce roi aurait dû régner entre la XIIIe et la XVIIIe dynastie. Ludwig Borchardt arriva à la même conclusion, tandis qu'en 1907 Henri Gauthier, à la suite de Maspero, le plaça à nouveau dans la Première Période intermédiaire,.
Lorsque, plus récemment, l'égyptologue allemand Detlef Franke a proposé l'existence de la dynastie d'Abydos (une dynastie de rois locaux qui auraient pu régner sur le territoire d'Abydos pendant la Deuxième Période intermédiaire), il y a placé Khouiker. Jürgen von Beckerath l'a également attribué à la Deuxième Période intermédiaire, après avoir affirmé que le bloc provenait d'un bâtiment de Sésostris Ier, bien qu'il ait admis que le nom d'Horus de Khouiker, Merout, semblait particulier pour cette période.
Ce nom d'Horus a également été le principal sujet d'attribution de Kim Ryholt : il a fait valoir que Merout est trop simple par rapport aux noms d'Horus de la Deuxième Période intermédiaire, qui sont généralement composés de deux ou même trois mots différents. Ryholt a ensuite suggéré un placement plus précoce pour Khouiker, à un moment imprécis de la Première Période intermédiaire.